# 浙江清华长三角研究院
浙江清华长三角研究院（Zhejiang Yangtze Delta Institute of Tsinghua University）是由浙江省人民政府与清华大学于2003年共同组建的综合性科研机构，总部位于中国浙江省嘉兴市南湖区嘉兴科技城。研究院聚焦科技创新、产业孵化与区域合作，是长三角地区重要的产学研平台。

## 组织结构
长三角研究院实行企业化管理的正厅级事业单位模式，秉持“政、产、学、研、金、介、用”七位一体的发展模式（北斗七星论），以市场化运营推动科技创新与产业融合。研究院下设多个国家级和省级研发平台，包括3个国家级研发中心、5个省级重点实验室，以及50余家研究所和创新中心，覆盖生命健康、生态环境、柔性电子、智能装备等领域。
研究院总部位于嘉兴，并在杭州、宁波、台州等地设有分院，科技服务网络覆盖长三角区域50多个县（市、区）。此外，研究院在美国硅谷设立了创新基地，并成功举办“海外清华学子浙江行”活动，促进国际合作与人才交流。

## 历史沿革
浙江清华长三角研究院的设立源于时任浙江省委书记习近平的亲自谋划、定名、部署和推动。2003年3月17日，浙江省党政代表团赴清华大学商讨合作事宜，同年12月31日双方正式签约共建研究院。研究院作为浙江省“引进大院名校，共建创新载体”战略的先行者和引领者，逐步成长为清华大学在长三角地区重要的产学研试验平台和成果转化基地。2014年，习近平在浙江省委和清华大学联合报送的报告上批示，肯定了长三角研究院的省校合作模式，并鼓励其深化科技体制改革，建设具有先进水平的新型创新载体。 2019年，研究院作为唯一创新载体被写入中共中央、国务院发布的《长江三角洲区域一体化发展规划纲要》，并率先提出打造“G60沪嘉杭科创走廊”的战略构想。